# Viña Concha y Toro
Viña Concha y Toro S.A. er en chilensk vinproducent med hovedkvarter i Santiago de Chile. I 2014 solgte de over 33 mio. kasser til kunder i 135 lande. De har vingårde i Chile, Argentina og USA, samlet over 10.000 hektar.
Concha y Toro Vineyard blev etableret af Don Melchor de Santiago Concha y Toro, VII Marquess af Casa Concha og ex-Minister of Finance og hans kone Emiliana Subercaseaux, i 1883.